# Töö-Pass
Der Töö-Pass (kirgisisch Төө ашуу Töö Aschuu) ist ein Gebirgspass in der Bergkette des Kirgisischen Gebirges.
Früher führte eine schmale Passstraße über den 3586 m hohen Pass. Heute verläuft die Fernstraße M41, die die Städte Bischkek und Osch miteinander verbindet, auf einer Höhe zwischen 3130 m (am Nord-) und 3180 m (am Südausgang) durch einen 2,7 km langen Straßentunnel unter dem Berggrat hindurch. Im Norden liegt das Flusstal der Kara-Balta. Im Süden liegt das Suusamyr-Tal. An der Passstraße südlich des Gebirgspasses befindet sich auf einer Höhe von 2960 m ein Wintersportzentrum.